# Monestir de Santa Maria de Poblet

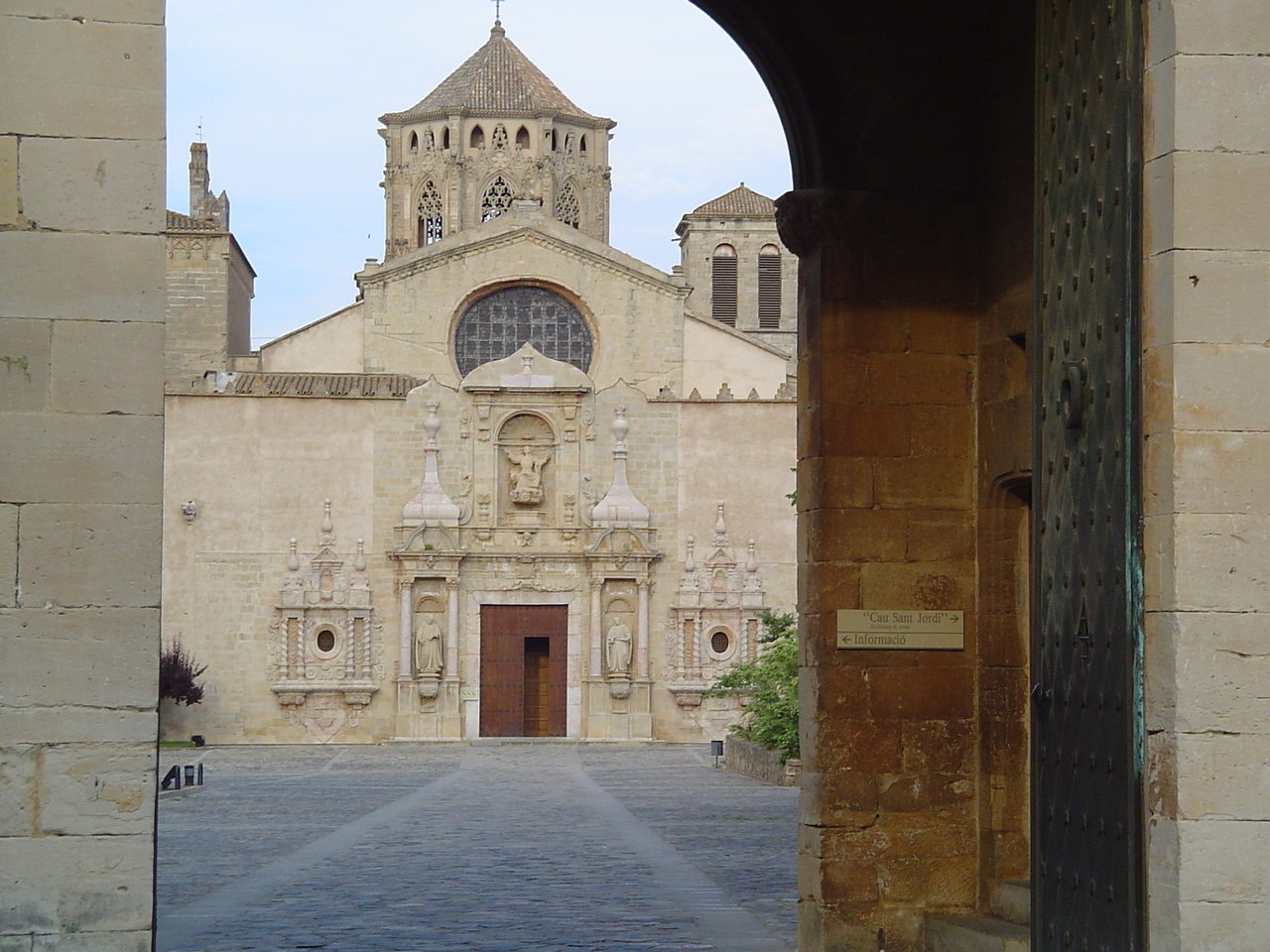
Zugang zur Abteikirche

Das Monestir de Santa Maria de Poblet (lat. Abbatia B.M.V. de Populeto) ist eine katalanische Zisterzienser-Abtei. Das Kloster liegt vier Kilometer entfernt vom Ort Vimbodí in der Comarca Conca de Barberà in der Provinz Tarragona. Im Jahr 1991 wurde es von der UNESCO zum Weltkulturerbe erklärt.

## Geschichte
Das Kloster wurde im Jahr 1151 von Raimund Berengar IV., Graf von Barcelona, und den herbeigerufenen Brüdern der Abtei Sainte-Marie de Fontfroide im Roussillon gegründet und später an den Zisterzienserorden abgetreten. Das Königspaar von Aragonien erwählte es zu seinem Pantheon, und es entwickelte sich zu einem der herausragendsten Kulturzentren der Zeit. Besondere Bedeutung erlangte die Bibliothek. Poblet ist das größte und prächtigste Königskloster Spaniens, zugleich das umfangreichste und besterhaltene Zisterzienserkloster des Abendlandes, allerdings stark restauriert (Museum). Die wichtigsten Gebäude stammen aus dem 12. bis 15. Jahrhundert.
Das Kloster wurde gleichsam als Triumphzeichen und steinerne Danksagung für die Vertreibung der muslimischen Araber aus dem Süden Kataloniens übergeben. Bis zum Ende des katalanisch-aragonesischen Königreiches blieb es königliche Kanzlei und Grabstätte.
Fast gleichzeitig wurden in der Nähe die Klöster Santes Creus und das Nonnenkloster Santa Maria de Vallbona gegründet, beides Zisterzienserklöster, die damals in vollem Aufschwung waren. Die drei Klöster sind heute Bestandteil der Ruta del Cister.

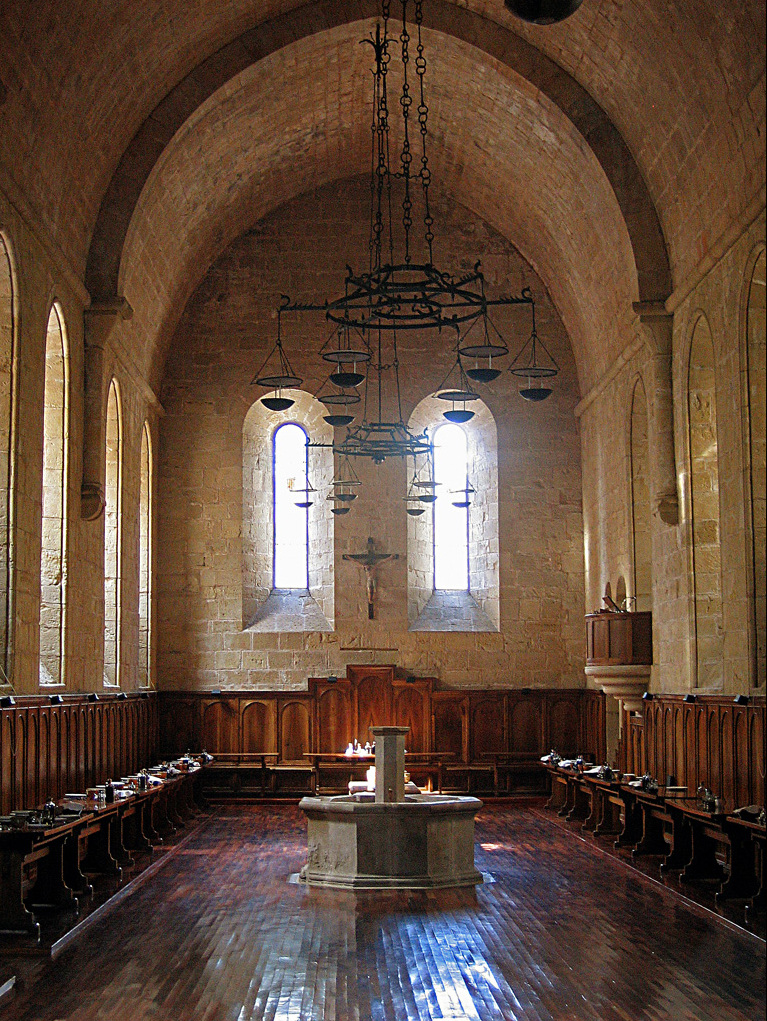
Refektorium der Mönche

Im Jahr 1835 wurde das Klosterleben in der Zeit der Desamortisation per Dekret beendet, die Gebäude wurden angezündet, geplündert und zerstört. Am 24. November 1940 wurde die Abtei durch italienische Zisterziensermönche wieder besiedelt.

## Kirche
Die große siebenjochige Abteikirche wurde in der ersten Bauphase von 1166 bis 1198 errichtet. Sie hat eine Länge von 85 m und eine Mittelschiffhöhe von 28 m. Man orientierte sich an burgundischen Vorbildern des 12. Jahrhunderts. Im 14. Jahrhundert folgten einige Umbauten. Anders als in Santes Creus hielt sich hier der gestalterische Überschwang lange Zeit in den Grenzen der zisterziensischen Tradition. Das Hauptschiff erhielt eine Spitztonne als Gewölbe, nur in den Seitenschiffen erscheinen Kreuzrippengewölbe. Es waren die ersten Kreuzrippengewölbe des Landes mit der typisch zisterziensischen Entwicklung der Rippe aus der rechteckigen Vorlage und des Gurtbogens aus der vorgelegten Halbsäule (vergl. deren Einfluss in Salamanca und Avila, vergl. auch Santes Creus 1152, Vallbona 1157, von Kloster Grandselve aus gegründet).
Die Kreuzrippengewölbe sind im nördlichen und späteren südlichen Seitenschiff unterschiedlich gestaltet. Im nördlichen arbeitete man noch mit Wulstrippen, das Gewölbe hat daher noch tonnenähnlichen Charakter. Im Süden hat man dieses Schema später verändert zu einem vollendeten gotischen Kreuzrippengewölbe mit den Diensten auf Konsolen. Der Verzicht auf Dienste, die vom Boden an hochsteigen, ist eine bezeichnende Baugewohnheit der Zisterzienser und wurde später in der Bettelordensgotik wieder aufgegriffen. Dadurch bleiben die Mauern großflächig und ungegliedert.
Erwähnenswert an Kunstwerken im Innenraum der Kirche ist das in den Jahren 1527–1529 von Damià Forment geschaffene Retabel; es ist das erste bedeutende Werk der Renaissance in Katalonien.

### Königliche Gruften in der Vierung
Die berühmten königlichen Grabmäler in der Vierung der Abteikirche wurden ab 1340 geschaffen. Sie sind nicht mehr im Original erhalten, wurden später stark zerstört und aus den vorhandenen Trümmern neu zusammengesetzt und ergänzt. Um 1340 ordnete Peter der Zeremoniöse im Kreuzschiff der Basilika die Gräber der beiden Könige, die zuvor in Poblet begraben waren (Alfons I. und Jakob II.), sein eigenes, das seiner Ehefrauen und auch die seiner Nachfolger an. So ruhen von den 13 Königen Aragons und Grafen Barcelonas, die von der Vereinigung Petronilas und Ramon Berenguers IV. bis zu Ferdinand V. von Aragon und Isabella I. von Kastilien gehen, acht in Poblet, begleitet von sechs Königinnen und zahlreichen Infanten und Prinzen.
Im Kloster Poblet sind unter anderem beigesetzt:
- Alfons II. (1157–1196)
- Jakob I. (1208–1276)
- Peter IV. (1319–1387) und seine drei Frauen María de Navarra (1326–1347); Eleonore von Sizilien (1325–1375); Sibila de Fortià (1350–1406)
- Johann I. (1350–1396) und seine beiden Frauen Matha de Armagnac (1347–1378); Violante von Bar (1365–1431)
- Ferdinand I. (1380–1416)
- Johann II. (1397–1479) und seine zweite Frau Juana Enríquez (1425–1468)
- Beatrix von Aragón (1457–1508), Königin von Ungarn und Böhmen
- Karl Pius von Österreich-Toskana (1909–1953), Erzherzog, der unter dem Namen Carlos (VIII.) als carlistischer Prätendent Anspruch auf den spanischen Thron erhob.
- Matthäus Quatember (1894–1953), 78. Generalabt des Zisterzienserordens
- Philip Wharton, 1. Duke of Wharton (1698–1731)

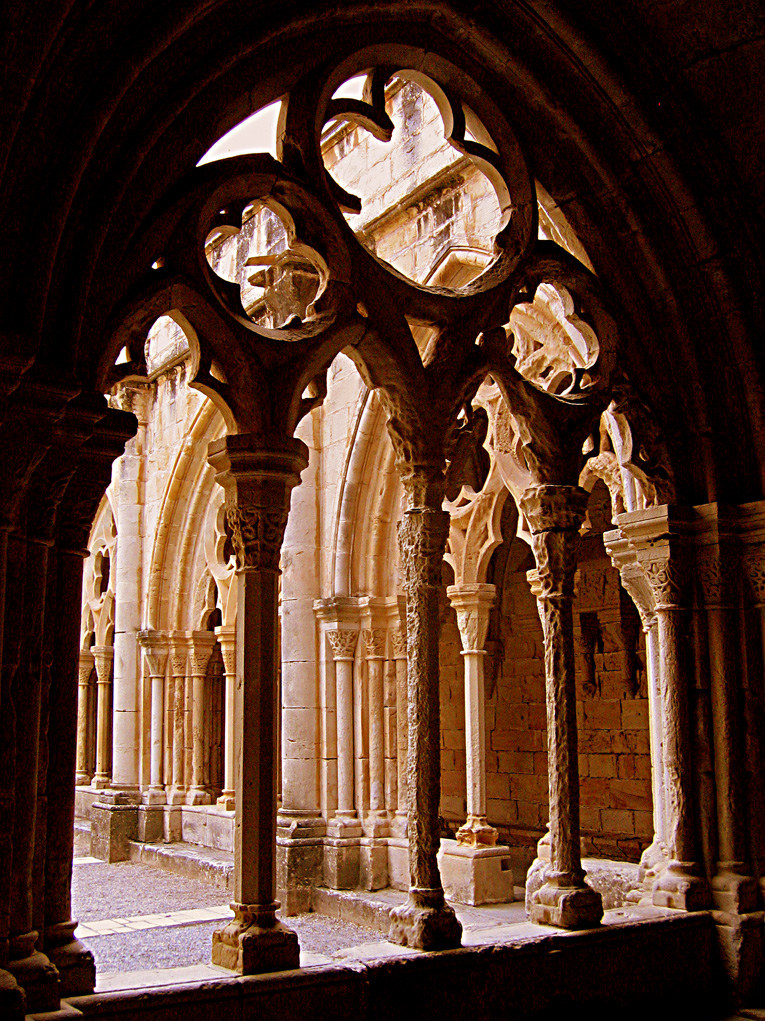
Bögen des Kreuzganges

### Kreuzgang
Die Südgalerie direkt an der Kirche, dem Brunnenhaus gegenüber, ist die älteste des Kreuzgangs; sie stammt aus dem 12. Jahrhundert. Die drei übrigen haben, obwohl sicher kurz nach der südlichen entstanden, bereits ein rein gotisches Aussehen. Alle Flügel wurden im 13. Jahrhundert einheitlich mit einem Kreuzrippengewölbe überspannt. Der obere Teil des Kreuzgangs wurde im 15. und 16. Jahrhundert aufgesetzt.
Die luxuriösen Kapitelle entwickeln zwar das abstrakte oder das aus pflanzlichen Formen abgeleitete Ornament zu größter Perfektion, achten aber strikt die Grenzen, die Sankt Bernhard seinen Schülern und Nachfolgern gesteckt hatte: Für das figurativ Erzählerische, das Fantastische oder gar das Humorige gibt es hier keinen Platz im Gegensatz zu Santes Creus. Dafür sind sie mit außerordentlicher Sorgfalt gearbeitet.
Das Brunnenhaus hält sich zwar noch an das romanische Schema, zeigt aber schon – gemäß den zisterziensischen frühgotischen Formen – eine Zusammenfassung zu Zweiergruppen unter einem Überfangbogen ohne Maßwerk.
Das Dormitorium aus dem ausgehenden 12. Jahrhundert hat eine beachtliche Länge von 87 m. Das Dach ruht auf 19 Querbogen.

### Orgel

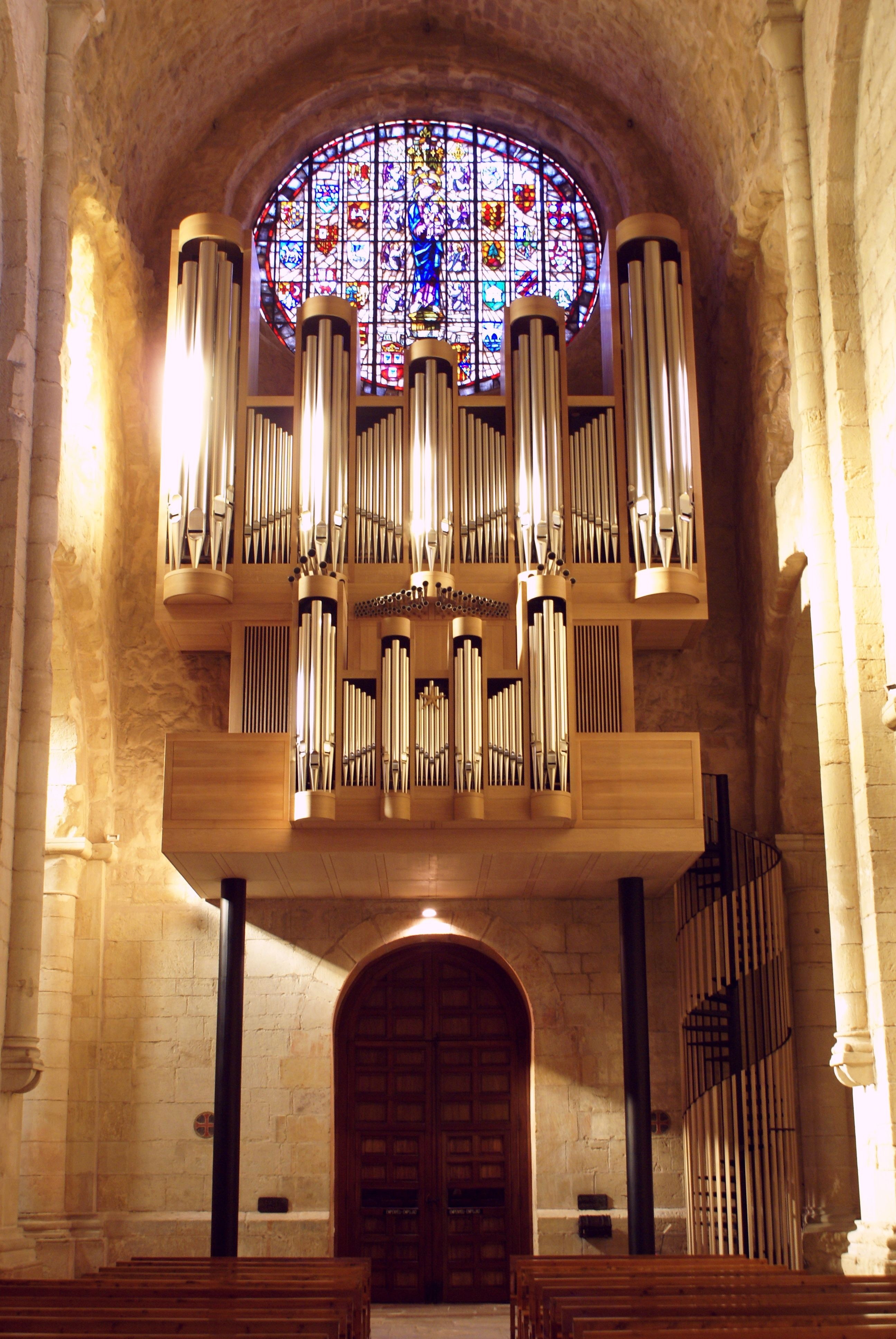
Orgel

Die Orgel der Abteikirche wurde 2012 von der Schweizer Orgelbaufirma Metzler Orgelbau AG erbaut. Das Instrument hat 56 Register (ca. 3500 Pfeifen) auf drei Manualwerken und Pedal und hat mechanische Trakturen. Das Orgelgehäuse ist ca. 8,70 m hoch, 7,20 m breit und 4,10 m tief. 
| I Rückpositiv C–g3 |        |
| Prestant           | 8′     |
| Quintade           | 8′     |
| Bourdon            | 8′     |
| Octave             | 4′     |
| Rohrflöte          | 4′     |
| Nasard             | 2 ⁄3′  |
| Doublette          | 2′     |
| Terz               | 1 3⁄5′ |
| Larigot            | 1 ⁄3′  |
| Sesquialter II     |        |
| Scharf IV          |        |
| Trompete           | 8′     |
| Cromorne           | 8′     |
| Tremulant          |        |
| Zimbelstern        |        |

| II Hauptwerk C–g3 |        |
| Prestant          | 16′    |
| Bourdon           | 16′    |
| Principal         | 08′    |
| Viola             | 08′    |
| Rohrflöte         | 08′    |
| Octave            | 04′    |
| Holzflöte         | 04′    |
| Quinte            | 02 ⁄3′ |
| Superoctave       | 02′    |
| Mixtur major IV   |        |
| Mixtur minor III  |        |
| Cornet V          |        |
| Fagott            | 16′    |
| Trompette         | 08′    |
| Clairon           | 04′    |
| Tremulant         |        |

| III Unterwerk C–g3 |    |
| Gambe              | 8′ |
| Unda maris         | 8′ |
| Hohlflöte          | 8′ |
| Holzgedackt        | 8′ |
| Prestant           | 4′ |
| Salicet            | 4′ |
| Traversflöte       | 4′ |
| Octave             | 2′ |
| Waldflöte          | 2′ |
| Sifflöte           | 1′ |
| Cornett III        |    |
| Zimbel III         |    |
| Oboe               | 8′ |
| Vox humana         | 8′ |
| Tremulant          |    |
| Rossignol          |    |
|                    |    |
| Batalla            |    |
| Trompeta           | 8′ |
| Clarín             | 4′ |

| Pedalwerk C–f1 |     |
| Untersatz      | 32′ |
| Principalbass  | 16′ |
| Subbass        | 16′ |
| Octavbass      | 08′ |
| Violabass      | 08′ |
| Choralbass     | 04′ |
| Bauernflöte    | 02′ |
| Rauschpfeife V |     |
| Bombarde       | 16′ |
| Fagott         | 16′ |
| Trompete       | 08′ |
| Trompete       | 04′ |